# 戴維斯縣 (肯塔基州)
戴維斯縣（英語：Daviess County）是美國肯塔基州西北部的一個縣，北隔俄亥俄河與印地安納州相望。面積1,234平方公里。根據美國2000年人口普查，共有人口91,545人。縣治歐文斯伯勒 (Owensboro)。
成立於1815年1月14日。縣名紀念在蒂帕卡努之役中陣亡的約瑟·H·戴維斯 （Joseph Hamilton Daveiss，縣名為手民之誤）。